# 韋德雷廷峰
46°14′00″N 10°40′44″E / 46.23326°N 10.67899°E
韋德雷廷峰（義大利語：Cima Vedrettine），是意大利的山峰，位於該國北部，由倫巴第大區負責管轄，屬於阿達梅洛-普雷薩內拉阿爾卑斯山脈的一部分，海拔高度3,201米，每年平均降雨量1,357毫米。